# NGC 6776
NGC 6776 este o galaxie situată în constelația Păunul. A fost descoperită în 1835 de către John Herschel. Se află la o distanță de 74,4 de megaparseci de Pământ.